# 瀘定県
瀘定県（ろてい-けん、チャクサム、lcags zam）は中国四川省カンゼ・チベット族自治州東南部に位置する県。

## 地理

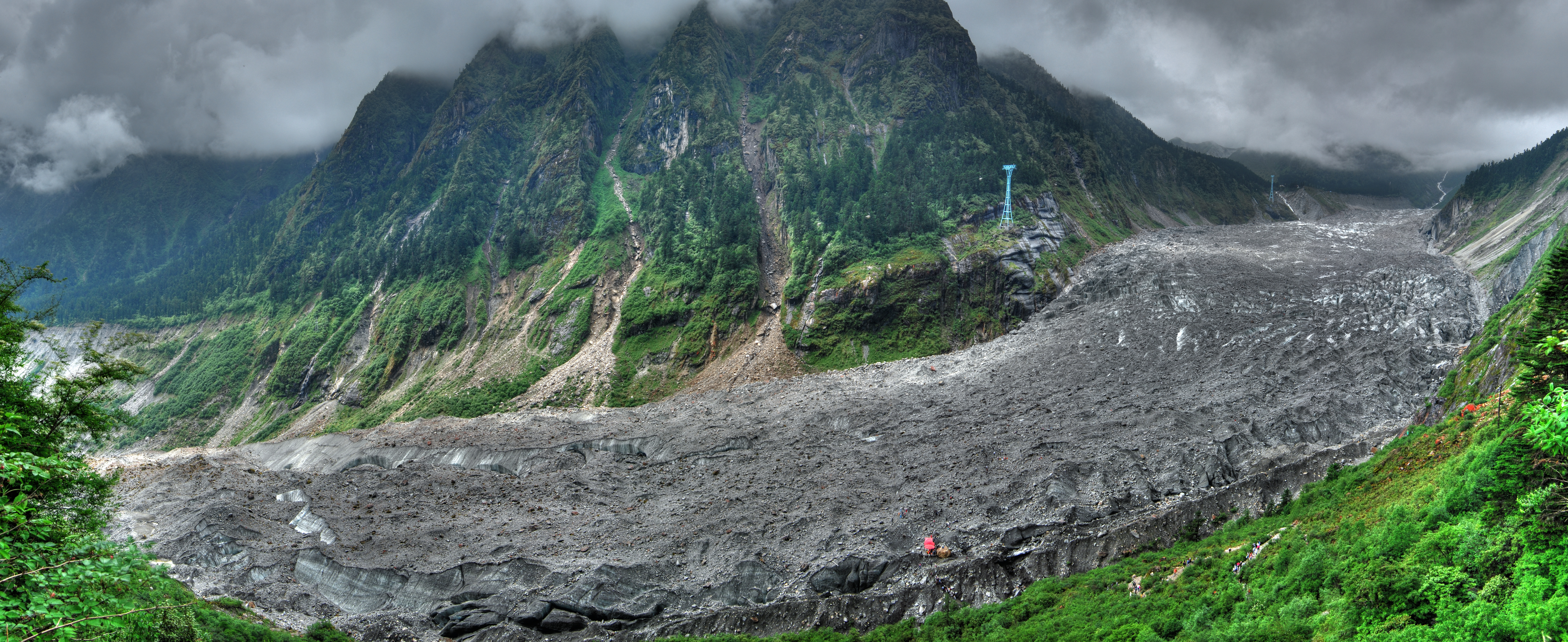
海螺溝氷河

長江水系の大きな支流である大渡河の中流が県を北から南へ貫き、その他大渡河の支流の多くが流れる。チャクサム県はチベット高原から四川盆地へと地形が遷る途中にあるが、非常に山がちで大雪山脈などの高い山脈も貫いている。最高峰は県中心の60kmほど南にある大雪山脈の主峰ミニヤコンカ（貢嘎山、標高7,556m）。川沿いは深い峡谷になっており、町や集落はその中に集中する。

## 歴史
この地は古くから中国の各王朝が県や軍隊を置いてきた。1706年には大渡河を渡る吊り橋の瀘定橋が作られるなど交通の要衝でもある。清末より世襲の土司から中央が支配権を回収する政策（改土帰流）がとられ、民国元年（1912年）に瀘定県が置かれた。
1935年には紅軍の長征中、経路の途中にある瀘定橋を巡って国民党軍部隊との間に戦闘が起こった。この戦いは「飛奪瀘定橋」として革命史上有名である。

## 民族
チャクサムの総人口は8万人ほどであるが、民族構成では漢族が85%を占める。次いでチベット族、彝族など。

## 行政区画
| 区分 | 数 | 名称                                      |
| ---- | -- | ----------------------------------------- |
| 鎮   | 8  | 瀘橋 冷磧 興隆 磨西 燕子溝 得妥 烹壩 徳威 |
| 郷   | 1  | 嵐安                                      |

## 経済
チャクサムには水量が豊かで流れの早い大河が多く水力資源が豊富である。これを生かした水力発電が盛んで、中国華電グループは瀘定橋の上流に80万kWの発電容量を誇る瀘定水力発電所を建設している。これは大渡河に沿って多数造られる予定のダムと発電所の一つである。
その他、農林業、薬草採集、観光業などがチャクサムの主な産業。

## 交通

### 道路
- 高速道路
  - 雅葉高速道路
- 国道
  -  G318国道

## 健康・医療・衛生
- 海螺溝景区人民医院
- 瀘定県人民医院